# П'єдестал

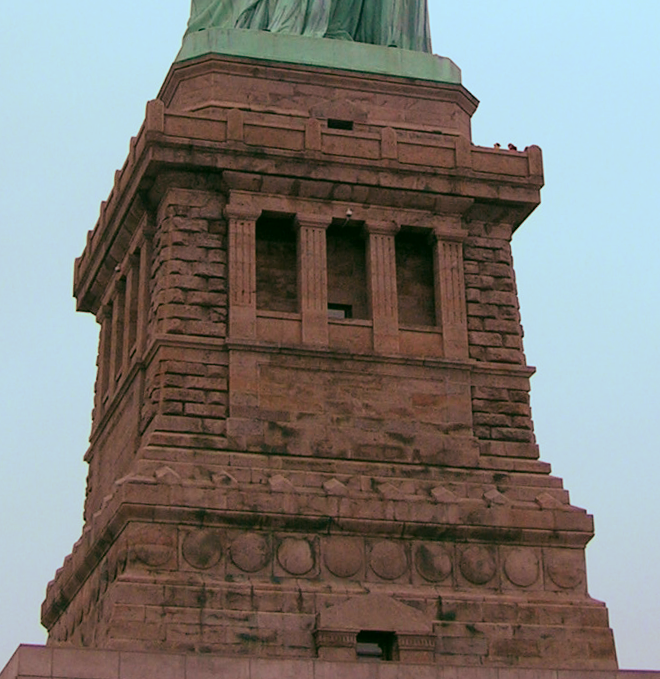
П'єдестал Статуї Свободи

П'єдеста́л (фр. piédestal, від італ. piedistallo із piede — «нога» і stallo — «місце») або постамент — художньо оформлене підвищення, на якому встановлюють статую, скульптуру, колону тощо. Постамент, підніжок, цоколь, підмурок.
Стародавні римляни використовували п'єдестали як підставки для колон на площах і форумах (наприклад, колона Траяна, колона Марка Аврелія) для додання їм більшої величності, а також як підставки колон тріумфальних арок.
В імперському Китаї п'єдесталом для стел, що увічнюють імператорів, традиційно служила кам'яна черепаха «бісі».
Форми п'єдесталів різноманітні: геометрично правильні, часто із застосуванням архітектурних ордерних елементів, прикрашені скульптурним рельєфом, орнаментом, написами, або у вигляді природного, необробленого каменю, а також предметів.

## Інші значення
- У гірництві:
  - а) Підніжжя, основа колони, гирлової свердловинної арматури.
  - б) Нерозбірна конструкція з боковим прорізом, яка кріпиться до фланця обсадної колони і служить для захисту від механічних пошкоджень кабелю під час здійснення спуско-підіймальних операцій з устаткуванням електровідцентрових насосів.
- У спорті:
  - П'єдестал пошани, або Почесний п′єдестал — невеличка трьоступінчата споруда, що займають спортсмени під час вручення їм нагород, медалей. Як правило на його заступають спортсмени, що посіли місця з 1-го по 3-тє.